# Choi Byung-mo
Choi Byung-mo (en hangul, 최병모; RR: Choe Byeong-mo), es un actor de televisión y teatro surcoreano.

## Biografía
El 19 de junio de 2017 se casó con la cantante de pop operístico Kiriel Lee Gyu-in (Lee Gyu-in, 이규인) en Gangnam, Seúl.

## Carrera
Es miembro de la agencia Big Punch (빅펀치이엔티). Fue miembro de la agencia C9 Entertainment (C9 엔터테인먼트). 
En junio de 2016 se unió al elenco recurrente de la serie The Good Wife donde interpretó al juez Lee Jong-in encargado de los casos de Llee Tae-joon (Yoo Ji-tae) y Kim In-young (Gong Sang-ah). En agosto del mismo año se unió al elenco recurrente de la serie Moon Lovers: Scarlet Heart Ryeo, donde dio vida a Park Young-kyu, un ministro de relaciones exteriores y el tío de la kisaeng Woo-hee (Seohyun).
En junio de 2017 se unió al elenco recurrente de la primera temporada de la serie Forest of Secrets (también conocida como "Stranger"), donde dio vida a Kim Woo-gyun, el jefe de la estación de policía de Yongsan que al final es condenado a tres años y seis meses de prisión por tener relaciones con un menor e intento de secuestro.
En octubre del mismo año se unió al elenco recurrente de la serie Avengers Social Club donde interpretó a Lee Byung-soo, el esposo de Kim Jung-hye (Lee Yo-won) y el hijo mayor de Haerang Construction Co.
En octubre de 2018 se unió al elenco recurrente de la serie The Smile Has Left Your Eyes, donde dio vida a Lee Kyung-cheol, un detective de la estación de la policía de Won Young.
El 23 de enero de 2019 se unió al elenco principal de la serie Spring Turns to Spring, donde interpretó a Park Yoon-chul, un miembro de la Asamblea Nacional y el esposo de Lee Bom (Uhm Ji-won), hasta el final de la serie en marzo del mismo año. En julio del mismo año se unió al elenco recurrente de la serie Love Affairs in the Afternoon, donde dio vida a Lee Young-jae, el infeliz esposo de Choi Soo-ah (Ye Ji-won), quien trabaja como director ejecutivo de una empresa editorial de éxito.
En enero de 2020 se unió al elenco recurrente de la serie Money Game, donde interpretó a Na Joon-pyo, el director general de la oficina financiera internacional. En julio del mismo año se unió al elenco recurrente de la serie Flower of Evil, donde dio vida a Do Min-seok, el padre de Do Hyun-soo (Lee Joon-gi) y Do Hae-soo (Jang Hee-jin).
El 14 de agosto del mismo año se unió al elenco secundario de la serie antológica SF8 durante la historia SF8: The Prayer, donde interpretó al gerente del hospital de enfermería.

## Filmografía

### Series de televisión
| Año  | Título                          | Personaje                    | Notas                      | Ref.          |
| 2014 | Reset                           | -                            |                            |               |
| 2015 | Missing Noir M                  | Kim Young-geun               | Ep. 7 - (invitado)         |               |
| 2015 | My Beautiful Bride              | Secretario Kim               |                            | [ 8 ]         |
| 2015 | Yong Pal                        | Secretario Min               |                            |               |
| 2016 | Madame Antoine                  | Esposo de Go Yoo-rim         | Ep. 12 - (invitado)        |               |
| 2016 | Ready for Start - Vol. 1        | Dir. Jo Hyuon-chul           | 12 episodios - (serie web) |               |
| 2016 | Local Hero                      | -                            |                            |               |
| 2016 | The Master of Revenge           | Fiscal Ahn Joong-yong        |                            |               |
| 2016 | Another Miss Oh                 | Psiq. Park Soon-taek         | 15 episodios               |               |
| 2016 | The Good Wife                   | Juez Lee Jong-in             | (invitado)                 |               |
| 2016 | Moon Lovers: Scarlet Heart Ryeo | Park Young-kyu               |                            |               |
| 2017 | Introverted Boss                | Presentador de Planificación | Ep. 1 - Aparición especial |               |
| 2017 | Forest of Secrets               | Kim Woo-gyun                 |                            |               |
| 2017 | Let Us Meet, Joo Oh             | Yoshida                      | Drama Special , 1 episodio |               |
| 2017 | Avengers Social Club            | Lee Byung-soo                |                            |               |
| 2018 | The Miracle We Met              | Heo Dong-gu ("Ttak-pool")    |                            |               |
| 2018 | Are You Human Too?              | Choi Sang-kook               |                            |               |
| 2018 | The Third Charm                 | Diseñador                    |                            |               |
| 2018 | The Smile Has Left Your Eyes    | Det. Lee Kyung-cheol         |                            |               |
| 2019 | Spring Turns to Spring          | Park Yoon-chul               | 32 episodios               |               |
| 2019 | Love Affairs in the Afternoon   | Lee Young-jae                |                            |               |
| 2020 | Money Game                      | Na Joon-pyo                  |                            |               |
| 2020 | The Cursed                      | Kim Joo-hwan                 | Aparición especial         | [ 9 ] [ 10 ]  |
| 2020 | Flower of Evil                  | Do Min-seok                  |                            | [ 11 ]        |
| 2020 | SF8: The Prayer                 | Mánager del Hospital         | 1 episodio                 |               |
| 2021 | The Fair                        | -                            | Drama Stage                | [ 12 ]        |
| 2021 | Penthouse: War In Life 2        | -                            | Aparición especial         |               |
| 2024 | El heredero ilegítimo           | Han Kil-su                   | Serie web                  |               |
| 2025 | For Eagle Brothers              | Dokgo Tak                    |                            | [ 13 ] [ 14 ] |

### Películas
| Año  | Título                                 | Personaje                           | Notas                                                                               | Ref.          |
| ---- | -------------------------------------- | ----------------------------------- | ----------------------------------------------------------------------------------- | ------------- |
| 2003 | The First Amendment of Korea           | Jegal Bong                          |                                                                                     |               |
| 2013 | The Flu                                | Choi Dong-chi                       | Junto a Jang Hyuk, Soo Ae, Yoo Hae-jin y Ma Dong-seok                               |               |
| 2013 | Marriage Blue                          | Hombre Casado                       | Junto a Kim Kang-woo, Kim Hyo-jin, Joo Ji-hoon, Ok Taecyeon y Ma Dong-seok          |               |
| 2014 | The Plan Man                           | Juez del Programa                   |                                                                                     |               |
| 2014 | Confession                             | Jae-gyu                             | Junto a Ji Sung, Ju Ji-hoon, Lee Kwang-soo y Lee Hwi-hyang                          |               |
| 2015 | Gangnam 1970                           | Jefe de Sección Moon                | Junto a Lee Min-ho, Kim Rae-won, Jung Jin-young, Kim Ji-soo, Seolhyun y Choi Jin-ho |               |
| 2015 | Untouchable Lawmen                     | Fiscal en Jefe                      |                                                                                     |               |
| 2015 | Office                                 | Director de Recursos Humanos        |                                                                                     |               |
| 2015 | The Exclusive: Beat The Devil's Tattoo | Radio DJ                            |                                                                                     |               |
| 2016 | The Great Actor                        | Director                            | Junto a Oh Dal-su, Lee Geung-young, Jang Won-hyung, Kim Soo-jin y Yoo Ji-tae        |               |
| 2016 | Phantom Detective                      | -                                   |                                                                                     |               |
| 2016 | The Handmaiden                         | Miembro de la Audiencia             | Junto a Kim Min-hee, Kim Tae-ri, Ha Jung-woo, Cho Jin-woong y Kim Hae-sook          | [ 15 ]        |
| 2016 | Proof of Innocence                     | Jefe de Departamento Jang           |                                                                                     |               |
| 2016 | Take Off 2                             | Esposo de Go Young-ja               |                                                                                     |               |
| 2016 | Asura: The City of Madness             | Inspector Oh                        |                                                                                     |               |
| 2017 | The Merciless                          | Capitán Choi                        |                                                                                     | [ 16 ] [ 17 ] |
| 2018 | Herstory                               | Soon-mo                             | Junto a Kim Hee-ae, Kim Hae-sook, Ye Soo-jung, Moon Sook y Lee Yong-nyeo            | [ 18 ] [ 19 ] |
| 2018 | The Spy Gone North                     | Miembro de la Asamblea Nacional Yoo |                                                                                     |               |
| 2018 | The Negotiation                        | Gong Je-gi                          | Junto a Son Ye-jin, Hyun Bin, Kim Sang-ho, Jang Young-nam y Jang Gwang              |               |
| 2020 | Anna, Mary                             | Representante de GEnter             |                                                                                     |               |
| 2020 | Deliver Us From Evil                   | Detective                           |                                                                                     |               |
| 2020 | Voice                                  | Park Jin-jang                       |                                                                                     |               |
| 2020 | Mission Possible                       | -                                   |                                                                                     |               |
| 2021 | Apgujeong Report                       | Cho Tae-chun                        |                                                                                     | [ 20 ]        |
| 2023 | Boksoon debe morir                     | Hyun-chul                           | Junto a Jeon Do-yeon, Sol Kyung-gu, Esom y Koo Kyo-hwan                             | [ 20 ]        |
| 2023 | The Moon                               | Oh Kyu-seok                         | Junto a Sol Kyung-gu, Do Kyung-soo y Kim Hee-ae                                     | [ 21 ] [ 22 ] |
| 2023 | 12.12: The Day                         | General Do Hee-cheol                | Junto a Hwang Jung-min, Jung Woo-sung, Lee Sung-min, Park Hae-joon y Kim Sung-kyun  | [ 23 ] [ 24 ] |

### Teatro
| Año     | Título                                                 | Personaje | Notas |
| ------- | ------------------------------------------------------ | --------- | ----- |
| 2005    | 강풀의 순정만화                                        | 규철      |       |
| 2006    | Suspense Hamlet (서스펜스 햄릿)                        | -         |       |
| 2008    | Dr. Yirabu (닥터 이라부)                               | 데츠야    |       |
| 2008-09 | I Would Like to See (보고싶습니다)                     | 상도      |       |
| 2010-12 | 3 Days and 2 Nights with My Mother (친정엄마와 2박3일) | -         |       |
| 2012    | Unforgettable (잊을 수 없는)                           | Woo-jin   |       |

## Premios y nominaciones
| Año  | Premio                | Categoría              | Trabajo            | Resultado |
| ---- | --------------------- | ---------------------- | ------------------ | --------- |
| 2018 | 32.º KBS Drama Awards | Mejor actor de reparto | The Miracle We Met | Nominado  |
| 2018 | 32.º KBS Drama Awards | Mejor actor de reparto | Are You Human Too? | Nominado  |